# Sija
Sija je rječica u Hrvatskoj u Imotskom polju, desna pritoka Vrljike. Duga je 7,1 km. Izvire u Prološku blatu, kod Lokvičića.
Prolazi kroz sljedeća naselja: Krivodol, Šumet, Grubine i Kamenmost.